# Schimpfen

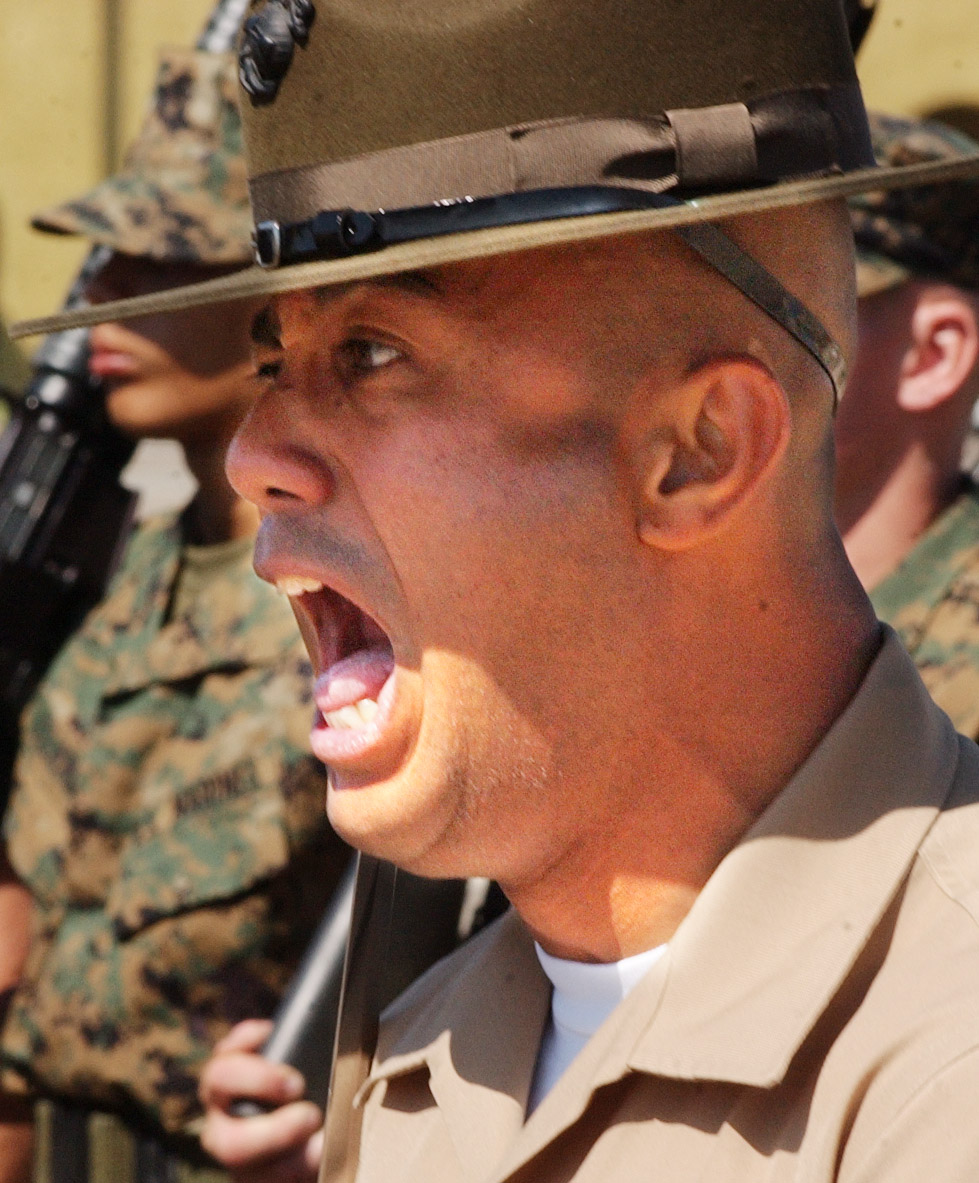
Schimpfender Ausbilder beim Militär

Als Schimpfen bezeichnet man in der Umgangssprache ein häufiges Sozialverhalten bei Menschen, das auf Ärger zurückgeht oder ihn vorgibt. In der Verhaltensbiologie bezeichnet „Schimpfen“ eine Form des Drohverhaltens. Das Wort Schimpfen bedeutet auch „etwas als etwas bezeichnen“ und wird meist abwertend verwendet. Beispielsweise bedeutet „Paul schimpft sich einen Meister“, dass Paul sich lediglich als einen Meister bezeichnet, aber keiner sei.
Ein Schimpf ist eine Verunglimpfung (Beschimpfung), die jemandem anhängt.

## Ursprüngliche Bedeutung
Im Mittelhochdeutschen bedeutet schimpfen so viel wie „scherzen, spielen, spotten über“ (Lexer, Mittelhochdeutsches Handwörterbuch, Band II, S. 745) und wird noch nicht in der abwertenden Art und Weise gebraucht, wie es heute der Fall ist.
ein vrouwe sol niht vrevelîch

schimphen, daჳ stât vröuwelîch.

welsch. gast 397
„Eine Dame darf nicht in anzüglicher Art scherzen; so gehört es sich für ein damenhaftes Benehmen“
swer schimpfen wil, der schimpfe also,

daჳ sîn gesellen mit im sîn frô.

renner 5501;

„Wer spaßen will, der tue das so, dass mit ihm auch sein Kamerad froh sein kann“.

## Begriff in der Umgangssprache
In der Umgangssprache bezeichnet der Begriff eine lautstarke Aktivität von Menschen, die vor allem bei Verärgerung auftritt oder diese vorgibt. Anders als bei Tieren ist das Schimpfen von Menschen nicht immer drohend, denn es kann sich auch auf unbelebte Vorgänge, Ideen oder Gedanken richten und ist nicht auf die Anwesenheit von anderen Personen angewiesen. Eine verärgerte Person kann auch dann vor sich hin schimpfen, wenn niemand da ist, auf den es sich richtet. Langatmiges, schwer unterbrechbares Schimpfen wird auch als „Schimpftirade“ oder „-kanonade“ bezeichnet.
Schimpfen kann aggressiv, aber auch eine Rückzugsstrategie sein (Joachim Ringelnatz: Und so flohn die Zwei voreinander mit drohenden Reden.)

### Nähere Bestimmungen
Die Beschimpfung kann je nach Kultur ritualisierte oder normierte Züge annehmen, wie bei den traditionellen Tänzen der Māori, die auf symbolisiertes Beschimpfen beschränkt bleiben und heute keine körperliche Auseinandersetzung mehr vorbereiten (vgl. joking relationship). Aus der europäischen Antike ist ein brauchtümliches wechselseitiges Beschimpfen überliefert, das einem Zweikampf vorausging, so bereits zwischen den Helden in Homers Ilias.
Stärker noch als heute hat in Schamgesellschaften die Tatsache, als „beschimpft“ zu gelten, die Bedeutung eines Ehrverlustes. Daher auch in der mittelalterlichen deutschen Rechtssprache die Formel, jemanden „mit Schimpf und Schande aus der Stadt zu jagen“.
Nicht selten geht Schimpfen mit dem strafrechtlichen Tatbestand der Beleidigung einher.
Menschen schimpfen oft drohend, meist vor oder nach körperlichen Auseinandersetzungen oder Streitigkeiten. Dies ist auch heute oft aufzufinden, z. B. in der Vorbereitungszeit vor Boxkämpfen. Diese Beschimpfungen werden als Usance im Geschäftsleben angesehen und als dazugehörig empfunden. Wechselseitiges Beschimpfen ist auch in modernen Kriegen üblich (vgl. dazu Propaganda). Im Ersten Golfkrieg, der ein Stellungskrieg war, kam es mehrfach über Wochen zu Schimpftiraden beider Seiten mit Lautsprechern und Funkgeräten. Auch Partisanenkriege gehen typischerweise mit ausgiebigen Beschimpfungen per Funk einher. Neben der einschüchternden Wirkung hat dieses Verhalten auch den Zweck, die eigenen Verbündeten zu ermutigen. Im Zweiten Weltkrieg war es z. B. auf Seiten der russischen Alliierten üblich, Munition, die im Hinterland produziert wurde, mit beschimpfenden Schriftzügen zu versehen, die nur von den kämpfenden Soldaten der eigenen Armee gelesen werden konnten.
Richtet sich das Schimpfen nicht auf eine Person, sondern auf einen Vorgang, eine Idee oder eine Vorstellung, so ist es meistens ohne direkt herausfordernden oder drohenden Inhalt. (Beispiel: Er schimpfte noch stundenlang vor sich hin.) Der Betreffende ist mit seiner Situation unzufrieden, und sein Schimpfen erfüllt dann eine psychische Entlastungsfunktion.

## Begriff in der Verhaltensbiologie
Im übertragenen Sinn wird schimpfen auch in der Verhaltensbiologie benutzt, und zwar als jene Form des Drohverhaltens, die insbesondere bei Vögeln mit lautstarken Äußerungen einhergeht, jedoch nicht mit kämpferischen Auseinandersetzungen verbunden ist. Es ist zielgerichtet, meist gegen einen Gegner oder eine gegnerische Gruppe. Als biologische Funktion des Schimpfens gilt, dass durch lärmende Demonstration die eigene Stärke deutlich gemacht wird. Als Steigerung des Schimpfens kann das Hassen bezeichnet werden.

## Schimpfen in der Pädagogik
Tadel, Rüge und Verweis geraten im pädagogischen Alltag oft zu Schelten und zum Gebrauch von Schimpfwörtern, die das Kind in seiner Würde herabsetzen. In der strikten Ablehnung dieser Verfahrensweise sind sich alle großen Pädagogen einig. Der Pietist August Hermann Francke verurteilte die Beschimpfung als unchristliche Handlung mit zweifelhaften Wirkungen. Joachim Heinrich Campe nannte sie „verwerflich“ und der Berliner Theologe und Pädagoge Friedrich Schleiermacher schrieb kurz und bündig: „Beschimpfung ist unsittlich“.
Gleichwohl sah die erzieherische Praxis bis in die jüngste Vergangenheit oft anders aus. Die pädagogischen Lehrbücher des 20. Jahrhunderts widmeten diesem Problem noch ausführliche – negative – Anmerkungen. Offensichtlich versuchte man dadurch Tendenzen zu begegnen, die im Erziehungsalltag noch stark verbreitet waren.

## Funktionen des Schimpfens
Der britische Psychologe Richard Stephens (Keele University) fragte sich, warum viele Frauen im Kreißsaal schreien und/oder fluchen.
Er ersann folgendes Experiment:
67 studentische Freiwillige mussten ihre Hand möglichst lange in eiskaltes Wasser halten – ein verbreiteter Schmerztest. Je länger die Probanden den langsam steigenden Schmerzpegel aushalten, umso geringer ist ihre Empfindlichkeit.
In einer Variante des Versuchs durften die Studenten schmutzige Schimpfwörter ausstoßen, die sie zuvor aufgelistet hatten. Im Kontrolldurchgang waren nur Begriffe erlaubt, die einen Tisch beschreiben. Das Ergebnis war klar: Wer kräftig fluchen durfte, hielt die Prozedur knapp zwei Minuten lang aus, im Kontrollversuch waren es 75 Sekunden. Das subjektive Schmerzempfinden war beim Fluchen ebenfalls niedriger, und die Herzfrequenz stieg an.
Stephens’ Erklärung: Das Fluchen versetzt den Körper in einen Alarmzustand, eine sogenannte Fight-or-flight-Reaktion. In diesem Zustand schüttet die Nebennierenrinde das Stresshormon Cortisol aus; dieses senkt die Schmerzempfindlichkeit.
Ähnliches dürfte beim Schreien passieren – so sind zum Beispiel Kampfschreie in allen Kulturen verbreitet.
Wer im Alltag oft Kraftausdrücke benutzt, bei dem stumpft die Wirkung deutlich ab.

## Redensart
- Der als misstönend empfundene Gesang der Rohrammer hat Anlass zu der Redensart „Er schimpft wie ein Rohrspatz“ gegeben.